# Rosenpark (Timișoara)
Der Parcul Rozelor (Rosenpark), auch Grădina Rozelor (Rosengarten), ist ein Park im I. Bezirk Cetate der westrumänischen Stadt Timișoara. Er wurde 1891 auf der nördlichen Seite der Bega angelegt und gilt als eines der Wahrzeichen der Stadt. Ihm verdankt sie den Beinamen Stadt der Rosen.

## Geschichte
Mit der 1891 begonnenen Schleifung der Festungsanlagen konnte auch das Festungsvorland einer neuen zivilen Nutzung zugeführt werden. Hierzu betraute die Stadt die Landschaftsarchitekten und Rosenzüchter Wilhelm Mühle und Wenceslas Franz Niemitz mit der Planung und Ausführung des Königlichen Rosengartens nach Vorbild der englischen Landschaftsgärten beziehungsweise der französischen Barockgärten. Es entstand der Franz-Joseph-Park, der am 19. Juni 1891 anlässlich der Universalausstellung für Industrie und Landwirtschaft eingeweiht wurde, die bis zum 30. September gleichen Jahres dauerte. Für den Rosengarten hatte die Stadtverwaltung ein neun Hektar großes Areal zwischen dem heutigen Parcul Justiției im Südwesten und dem Ausstellungsareal im Nordosten zur Verfügung gestellt, das langgestreckte Gelände wurde von der Eisenbahnstrecke nach Caransebeș einerseits und von der Bega andererseits begrenzt. Kaiser Franz Joseph I. besuchte den nach ihm benannten Park am 16. September 1891 und zeigte sich von der Schönheit der Blumenarrangements beeindruckt.
Während des Ersten Weltkriegs wurde der Franz-Joseph-Park fast völlig zerstört und in eine Weide für die Pferde der deutschen Kavallerie umfunktioniert. Nach dem Krieg wurde die südwestliche Hälfte des Parks von dem Landschaftsgärtner Árpád Mühle, dem Sohn  Wilhelm Mühles, zusammen mit dem Architekten Mihai Demetrovici neu gestaltet und fortan als Parcul Rozelor respektive Grădina Rozelor bezeichnet. Der nordöstliche Teil des Franz-Joseph-Parks wurde hingegen in der Zwischenkriegszeit durch den Bau des heutigen Bulevardul Michelangelo abgetrennt und hieß fortan Parcul Mihai Eminescu. Der Rosenpark hingegen entwickelte sich unter Árpád Mühle mit über 1400 Rosenarten aus Europa, Amerika und Asien in der Zwischenkriegszeit zum größten Rosarium in Südosteuropa. In jener Zeit wurden auf dem Gelände auch zwei Landeskongresse für Gartenbau veranstaltet.
1934 wurde die Anlage förmlich als Park eingeweiht. Die Einrichtung war den meist weiblichen Sponsoren zu verdanken, die den Kauf verschiedener Rosenarten im Ausland finanzierten. In dem Park wurde ebenfalls ein heute noch bestehendes Sommertheater eingerichtet. 1942 wurde der Park vorübergehend in Parcul Regina Maria umbenannt, bevor die Anlage im Verlauf des Zweiten Weltkrieges zerstört wurde. 1955 wurde in einer Hälfte des Parks der Sommergarten eingerichtet. Erst 1965 wurde der Parcul Rozelor wiederhergestellt. Weitere alternative Namen waren Rosarium Regina Maria, Parcul Trandafirilor sowie Parcul de cultură și odihnă Ștefan Plăvăț.
2011 wurde der Park mit 9000 Rosenstöcken, 450 Bäumen und Sträuchern, 11.000 Quadratmeter Rasen, 77 Sitzbänken, zwölf Pergolen, 35 Papierkörben, 70 fotovoltaischen Laternen, einer computergesteuerten Beregnungsanlage, römischen Keramikvasen und einer neu gepflasterten Allee aufgefrischt. Die Kosten hierfür lagen bei 5,6 Millionen Lei, die zum Großteil aus EU-Fördergelden stammten.
Wilhelm Mühle, der sich um die Entstehung der Parkanlage verdient gemacht hat, wurde posthum am 2. August 2013 zum Ehrenbürger der Stadt Temeswar ernannt. Am selben Tag fand die Enthüllung seiner Büste im Rosengarten statt.
Heute ist der Rosenpark durch lange rhombusförmige Alleen, weiße Holzbänke, Rosenspaliere, Rundbeete mit Rosen aller Art und Promenadenwege geprägt. Mit dem Sommertheater ist der Rosenpark im Sommer ein wichtiger Kulturstandort der Stadt. Hier findet jährlich das internationale Folklorefest Fest der Herzen (rumänisch Festivalul Inimilor) statt.
Im Jahr 2005 wurde das Opern- und Operettenfestival ins Leben gerufen, das seitdem jährlich in der zweiten Augusthälfte stattfindet. Das Festival bietet dem Publikum kostenlos Aufführungen der Temeswarer Staatsoper an. In den vergangenen Jahren wurden unter anderen auf der Bühne des Sommertheaters Opern und Operetten wie Der Barbier von Sevilla von Gioacchino Rossini, Carmen von Georges Bizet oder das Stück für Kinder Hänsel und Gretel von Engelbert Humperdinck aufgeführt. Seitdem findet das Opern- und Operettenfestival jährlich am letzten Wochenende im August und am ersten Wochenende im September im Rosenpark statt.

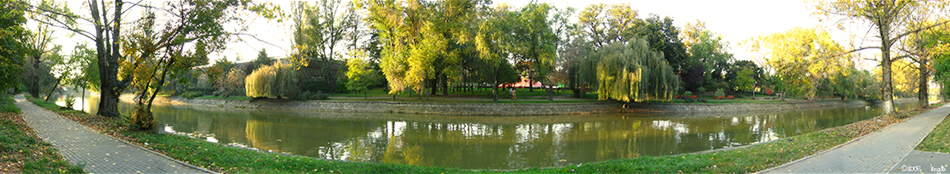
Rosenpark an der Bega